# Leiobunum escondidum
Leiobunum escondidum is een hooiwagen uit de familie Sclerosomatidae.